# Stratonowitsch-Integral
Das Stratonowitsch-Integral (auch Fisk-Stratonowitsch-Integral) ist ein stochastischer Integralbegriff und eine Alternative für das Itō-Integral. Beide Integrale lassen sich ineinander transformieren. Im Unterschied zu dem Itō-Integral, wo man für die Konstruktion nur den linken Endpunkt des Zerlegungsintervalls benötigt
{\displaystyle \sum Y_{t_{i-1}}(X_{t_{i}}-X_{t_{i-1}}),}
nützt man beim Stratonowitsch-Integral das arithmetische Mittel des linken und rechten Endpunktes
{\displaystyle \sum {\tfrac {1}{2}}(Y_{t_{i}}+Y_{t_{i-1}})(X_{t_{i}}-X_{t_{i-1}}).}
Der Vorteil des Stratonowitsch-Integrals gegenüber dem Itō-Integral ist, dass die Itō-Formel nur Differentiale erster Ordnung besitzt.
Das Fisk-Stratonowitsch-Integral ist nach Ruslan Stratonowitsch und Donald Fisk benannt.

## Stratonowitsch-Integral
Seien {\displaystyle X} und {\displaystyle Y} Semimartingale definiert auf einem filtrierten Wahrscheinlichkeitsraum {\displaystyle (\Omega ,{\mathcal {F}},P,({\mathcal {F}}_{t})_{t\geq 0})} und {\displaystyle t\geq 0}. Dann ist das Stratonowitsch-Integral von {\displaystyle Y} bezüglich {\displaystyle X} definiert als
{\displaystyle {\begin{aligned}\int _{0}^{t}Y_{s-}\circ dX_{s}:&=\int _{0}^{t}Y_{s-}dX_{s}+{\tfrac {1}{2}}[Y,X]_{t}-{\tfrac {1}{2}}\sum \limits _{s\leq t}\Delta Y_{s}\Delta X_{s}\\&=\int _{0}^{t}Y_{s-}dX_{s}+{\tfrac {1}{2}}[Y,X]_{t}^{c}.\end{aligned}}}
Hier ist {\displaystyle \textstyle \int _{0}^{t}Y_{s-}dX_{s}} das Itō-Integral und {\displaystyle [X,Y]_{t}^{c}} der stetige Teil der optionalen quadratischen Kovariation. Ferner sind die {\displaystyle \Delta Y_{s}=Y_{s}-Y_{s-}} die Sprungstellen des Prozesses.

### Für stetige Semimartingale
Wenn {\displaystyle X} und {\displaystyle Y} stetige Semimartingale sind, dann ist
{\displaystyle {\begin{aligned}\int _{0}^{t}Y_{s}\circ dX_{s}:&=\int _{0}^{t}Y_{s}dX_{s}+{\tfrac {1}{2}}[Y,X]_{t}\\&=(Y\cdot X)_{t}+{\tfrac {1}{2}}[Y,X]_{t},\end{aligned}}}
oder in Differentialschreibweise
{\displaystyle Y_{t}\circ dX_{t}:=Y_{t}dX_{t}+{\tfrac {1}{2}}d[Y,X]_{t}.}

### Erläuterungen
- Die Definition des Stratonowitsch-Integrales lässt sich verallgemeinern, so dass {\displaystyle Y} nicht mehr ein Semimartingal ist, sondern lediglich adaptiert und càdlàg.

### Herleitung
Das Stratonowitsch-Integral erhält man, wenn man das arithmetische Mittel des linken und rechten Endpunktes des Zerlegungsintervall nimmt. Sei {\displaystyle \Delta } eine Partition von {\displaystyle [0,t]} und {\displaystyle X,Y} stetige Semimartingale. Dann gilt
{\displaystyle {\begin{aligned}\int _{0}^{t}Y_{s}\circ dX_{s}=\lim \limits _{|\Delta |\to 0}\sum \limits _{i=1}^{n}{\frac {Y_{t_{i}}+Y_{t_{i-1}}}{2}}(X_{t_{i}}-X_{t_{i-1}}).\end{aligned}}}

### Beziehung zwischen dem Itō- und Stratonowitsch-Integral
Es gilt folgende Beziehung zwischen den beiden Integralbegriffen
{\displaystyle \int _{0}^{t}Y_{s-}dX_{s}=\int _{0}^{t}Y_{s-}\circ dX_{s}-{\tfrac {1}{2}}[Y,X]_{t}^{c}.}
Wenn {\displaystyle X} und {\displaystyle Y} stetige Semimartingale sind, dann gilt
{\displaystyle (Y\cdot X)_{t}=\int _{0}^{t}Y_{s}\circ dX_{s}-{\tfrac {1}{2}}[Y,X]_{t}.}

## Itō-Formeln
Sei {\displaystyle X=(X^{1},\dots ,X^{n})} ein {\displaystyle \mathbb {R} ^{n}}-Semimartingal und {\displaystyle f\in C^{2}(\mathbb {R} ^{n},\mathbb {R} )}, dann ist {\displaystyle f(X)} ein Semimartingal und es gilt
{\displaystyle f(X_{t})-f(X_{0})=\sum \limits _{i=1}^{n}\int _{0+}^{t}{\frac {\partial f}{\partial x_{i}}}(X_{s-})\circ dX_{s}^{i}+\sum \limits _{0<s\leq t}\left(f(X_{s})-f(X_{s-})-\sum \limits _{i=1}^{n}{\frac {\partial f}{\partial x_{i}}}(X_{s-})\Delta X_{s}^{i}\right).}
Das Integrationsgebiet {\displaystyle 1_{[0+,t]}} bedeutet {\displaystyle 1_{(0,t]}}.

### Für stetige Semimartingale
Sei {\displaystyle X=(X^{1},\dots ,X^{n})} ein stetiges {\displaystyle \mathbb {R} ^{n}}-Semimartingal und {\displaystyle f\in C^{2}(\mathbb {R} ^{n},\mathbb {R} )}, dann ist {\displaystyle f(X)} ein Semimartingal und es gilt
{\displaystyle f(X_{t})-f(X_{0})=\sum \limits _{i=1}^{n}\int _{0}^{t}{\frac {\partial f}{\partial x_{i}}}(X_{s})\circ dX_{s}^{i}.}

## Verallgemeinerungen
Eine Verallgemeinerung für Semimartingale mit Sprüngen ist das Marcus-Integral, welches man durch Umschreiben des Sprung-Terms erhält.
Das Ogawa-Integral verallgemeinert das Stratonowitsch-Integral.